# Real Academia Militar de Matemáticas y Fortificación
La Real Academia Militar de Matemáticas y Fortificación de Barcelona, España, fue un centro docente español dedicado, durante el siglo XVIII, a la formación de los oficiales del Real Cuerpo de Ingenieros.

## Antecedentes
El 25 de diciembre de 1582, Felipe II funda la Academia Real Mathematica, por iniciativa del entonces Aposentador Mayor Juan de Herrera. La idea de Herrera es que formase en ciencias y técnicas, incluyendo, naturalmente, la arquitectura, pero por falta de presupuesto, quedó reducida a la enseñanza de cosmografía y navegación. A partir de 1625 se encargó de las enseñanzas el Colegio Imperial de San Isidro, dirigido por los jesuitas.
Por esas fechas se abrió otra Academia de Matemáticas, bajo la dirección de Giuliano Ferrofino, dedicada a las enseñanzas de fortificación y artillería, no controlada por los jesuitas. Durante ese siglo se crearon otras Academias en Cádiz, Nápoles y Milán, pero la más importante fue la de Bruselas.
En 1675, Carlos de Aragón y Gurrea, Duque de Villahermosa, Capitán General de Flandes, fundó en Bruselas la Academia Real y Militar del Exercito de los Payses-Baxos, dirigida por Sebastián Fernández de Medrano, en la que se formaba a oficiales españoles y flamencos. En 1697 se mandó extinguir la academia que dirigió Ferrofino, tras muchos años de funcionamiento languideciente, acordando trasladar las enseñanzas a Barcelona, y se pidió un informe a Medrano para la fundación de una academia semejante a la de Bruselas en España, llegando el Rey Carlos II a expedir un despacho el 22 de enero de 1700 estableciendo la Academia Militar de Matemáticas en Barcelona, pero el cambio de dinastía primero y la Guerra de Sucesión después, pospusieron la fundación.

## La Academia
Entre los alumnos de Medrano en Bruselas, estaba Jorge Próspero de Verboom, que vino a España en 1709, recomendado por Isidro de la Cueva y Enríquez, Marqués de Bedmar, y fue encargado por el rey Felipe V, de organizar el Real Cuerpo de Ingenieros del Ejército. Desde ese cargo y para formar los oficiales que necesitaba para el cuerpo, Verboom quiso fundar la academia, tomando como modelo la de Bruselas, lo que consiguió, acabados los episodios bélicos, y el 15 de octubre de 1720 comenzó a funcionar bajo la dirección de D. Mateo Calabro. 
Al parecer Calabro era un tanto indisciplinado, aunque buen profesor y el 26 de noviembre de 1735 el ingeniero ordinario don Pedro de Lucuze fue nombrado ayudante en la Academia, tomando posesión el 14 de junio de 1736. El 1 de marzo de 1738, Lucuze fue nombrado director interino y en octubre de ese año, director en propiedad, cargo que conservó hasta su muerte en 1779. 
En 1737 Lucuze redactaba un reglamento para las academias, estableciendo unos estudios de tres años, en cuatro cursos de nueve meses: los dos primeros dedicados a la instrucción militar en general y los dos últimos especializados en la instrucción de oficiales de ingenieros y artillería.
La Academia empezó a funcionar en un edificio de la Ciudadela de Barcelona, pero partir de 1752 se trasladó al convento de San Agustín Viejo. En ella se impartía un amplio abanico de materias: matemáticas (Aritmética, Geometría, Álgebra, Trigonometría) y mixtas (Física y Mecánica, Hidráulica, Arquitectura civil y militar, Artillería, Óptica, Astronomía, Geografía, Náutica, etc).
La academia dispuso de subsedes situadas en Orán y en Ceuta, que seguían estrictamente el programa de estudios de la matriz, de Barcelona.
No todos los alumnos de la academia accedían al Real Cuerpo de Ingenieros pues para ello, una vez terminados los estudios, debían hacer un examen de selección. De los 60 alumnos que terminaban sus estudios, tan solo unos 10 aprobaban el examen. El resto volvía a sus regimientos donde, además de aplicar los conocimientos en su labor diaria (era muy importante la enseñanza del funcionamiento de la artillería), debían dar clases a sus compañeros de las materias que habían aprendido allí.
Además de los ingenieros que hicieron las construcciones militares de todos los reinos de España, los alumnos de esta academia también trabajaron como urbanistas, y trazaron nuevas ciudades y barrios en la España del siglo XVIII.
Uno de sus alumnos, el ingeniero Militar don Antonio de Arévalo, en 1742 viaja a la ciudad de Cartagena de Indias para trabajar por casi 50 años en su fortificaciones hasta concluir con las obras que se pueden apreciar en dicha ciudad en la actualidad.
En 1803 se crearon la Academia Militar de Zamora y la Academia de Ingenieros de Alcalá de Henares, dejando de funcionar la de Barcelona.